# Génszimfónia
A Génszimfónia (eredeti angol címén: The Children Star) Joan Slonczewski tudományos-fantasztikus regénye, amely 1998-ban jelent meg az Egyesült Államokban, illetve 2006-ban magyar fordításban.
Az angol eredeti az Analog Science Fiction and Fact magazinban folytatásokban és a Tor kiadónál könyv formájában is megjelent. Magyarországon a Galaktika Fantasztikus Könyvek sorozatban jelent meg Kollárik Péter fordításában.

## Történet
|  | Alább a cselekmény részletei következnek! |

A cselekmény a Prokarion nevű bolygón játszódik, amelynek élővilága furcsa és ismeretlen rend szerint szerveződik. A helyi növények és állatok látszólag valahogy kommunikálnak egymással, azonban az emberek számára ismeretlen módon. Az itteni elő szervezetekben hármas DNS spirál található, és az emberek számára mérgező anyagokkal táplálkoznak, ezért az emberek még csak kisebb kolóniákat létesítettek a bolygón. A mérgező anyagok megemésztését lehetővé tevő életformálás ugyanis költséges és hosszadalmas folyamat, amit hatékonyan csak újszülöttek és gyermekek esetében lehet elvégezni.
A regény főszereplője Rod, egy haldokló kisgyermekek megmentésével foglalkozó kvázi-keresztény szekta tagja. Rod és „szabadgép” társai működtetik a Prokarion egyik kis kolóniáját, ahol a gyermekek segítségével próbálják meg előteremteni az életbenmaradás feltételeit és a további gyermekek életformálásához szükséges anyagiakat.
Mindeközben az űrgyarmatosítás hívei megpróbálják elérni a bolygó földiesítését, azaz egy, a földihez hasonló, az ember számára nem mérgező élővilág betelepítését, a helyi őshonos élővilág teljes megsemmisítése árán. A gazdag nagyvállalatok és bankok már egész közel járnak ennek a célnak a megvalósításához, amikor újból felmerül a kérdés: vajon van-e intelligens élet is a Prokarionon? Ha van, akkor annak megsemmisítése ellentmondana az emberi civilizáció alapelveinek.
A kutatás az új idegen faj után felgyorsul, amikor kiderül, hogy már csak egy hét van hátra a bolygó kiürítéséig, és élővilága megsemmisítéséig. Szerencsére az idegenek is eljutnak arra a szintre, hogy képesek felvenni a kapcsolatot az emberekkel. Most már csak meg kell győzni a döntéshozókat, hogy valóban intelligens fajról van szó. Ez pedig nem könnyű feladat, mert az új faj mikroszkopikus méretű egyedekből áll, amelyek az emberi szervezetbe bekerülve, azt „megfertőzve” képesek csak élni, együttélni és kommunikálni ez emberrel.
|  | Itt a vége a cselekmény részletezésének! |

## Kritika
A könyvről a Népszabadságban jelent meg negatív kritika 2006-ban.

## Megjelenések

### Angol nyelven
1. The Children Star, Tor, 1998[2]

### Magyarul
1. Génszimfónia. Elízium-univerzum: Prokarion; ford. Kollárik Péter; Metropolis Media, Bp., 2006 (Galaktika Fantasztikus Könyvek) ISBN 9638693614